# Вайтгауз-Стейшен (Нью-Джерсі)
Вайтгауз-Стейшен (англ. Whitehouse Station) — переписна місцевість (CDP) в США, в окрузі Гантердон штату Нью-Джерсі. Населення — 3152 особи (2020).

## Географія
Вайтгауз-Стейшен розташований за координатами 40°36′58″ пн. ш. 74°46′19″ зх. д. / 40.61611° пн. ш. 74.77194° зх. д. (40.616169, -74.771893).  За даними Бюро перепису населення США в 2010 році переписна місцевість мала площу 3,49 км², з яких 3,38 км² — суходіл та 0,11 км² — водойми.

## Демографія
Згідно з переписом 2010 року, у переписній місцевості мешкало 2089 осіб у 963 домогосподарствах у складі 553 родин. Густота населення становила 599 осіб/км².  Було 989 помешкань (284/км²).
Расовий склад населення:
| - 91,5 % — білих - 3,1 % — азіатів - 2,8 % — чорних або афроамериканців - 1,1 % — осіб інших рас |

До двох чи більше рас належало 1,4 %. Частка іспаномовних становила 5,3 % від усіх жителів.
За віковим діапазоном населення розподілялося таким чином: 19,6 % — особи молодші 18 років, 59,0 % — особи у віці 18—64 років, 21,4 % — особи у віці 65 років та старші. Медіана віку мешканця становила 46,6 року. На 100 осіб жіночої статі у переписній місцевості припадало 82,6 чоловіків;  на 100 жінок у віці від 18 років та старших — 77,3 чоловіків також старших 18 років.
Середній дохід на одне домашнє господарство  становив 104 444 долари США (медіана — 66 345), а середній дохід на одну сім'ю — 128 684 долари (медіана — 120 250). За межею бідності перебувало 13,2 % осіб, у тому числі 45,0 % дітей у віці до 18 років та 5,7 % осіб у віці 65 років та старших.
Цивільне працевлаштоване населення становило 1103 особи. Основні галузі зайнятості: освіта, охорона здоров'я та соціальна допомога — 28,4 %, виробництво — 16,2 %, науковці, спеціалісти, менеджери — 12,3 %, будівництво — 10,0 %.

## Відомі люди
- Таїсса Фарміґа — американська акторка («Американська історія жахів», «Монахиня») українського походження, народилася в місті 1994 року.